# Georgine Campbell
Georgine Campbell (1861-1931) foi uma pintora americana do século XIX, especializada na pintura de retratos em miniatura.  Campbell foi a primeira mulher do sul dos Estados Unidos a estudar pintura em Nova York, tornando-se profissional. Também estudou em Nova Orleãs e Paris.

## Primeiros anos e educação
Georgine Campbell nasceu em Nova Orleãs, Louisiana, em 1861. Era filha de George Washington Campbell, um descendente de escoceses, e fazia parte de uma das famílias mais ricas e influentes do sul dos Estados Unidos.
Quando era jovem, Campbell começou a estudar com Francois Bernard, alternando seu tempo entre Nova Orleãs e Paris, sendo sua sua única pupila. Ficou com Bernard por dois meses, quando transferiu-se à Paris para estudar com Federico de Madrazo. Durante sua ausência, seu pai teve muitos prejuízos com suas plantações e, envolvido nestes problemas, acabou morrendo.

## Carreira

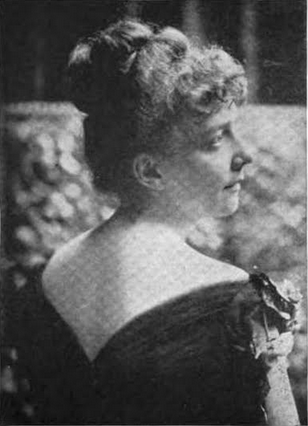
Georgine Campbell

Após a morte de seu pai, Campbell precisou se sustentar financeiramente. Para isso, voltou-se à sua arte e produziu seus primeiros trabalhos em Saint Louis, mas logo transferiu-se para Nova York, com apenas algumas centenas de dólares e três cartas de recomendação. Todavia, sua renda começou a crescer, o que fez com que se mudasse do hotel onde morava para uma casa na Madison Avenue. Porém, como havia muito barulho próximo a casa, mudou-se com sua mãe e sua irmã para um apartamento próximo ao Central Park, onde Campbell tinha o espaço e o silêncio necessários para trabalhar. A artista foi elogiada em várias ocasiões em que exibiu seu trabalho, e na feira internacional de Nova Orleãs, entre 1883 e 1884, recebeu a fita azul. Quando a confecção das pinturas em miniatura começou a irritar seus olhos, foi obrigada a limitar seu tempo de trabalho e alterná-lo com a produção de pinturas maiores. Campbell morreu em 1931.

## Obras
As obras da artista envolvem pinturas a óleo e a pastel. Dentre elas, estão inclusos quatro retratos do senador Leland Stanford, além de outros dos senadores William Morris Stewart, Joseph N. Dolph e George Hearst, bem como do chefe de justiça da Califórnia, Stephen Johnson Field, e do general e presidente dos Estados Unidos, Ulysses S. Grant. Uma carta do coronel Frederick Dent Grant, filho de Ulysses, elogia o retrato feito por Campbell de seu pai, dizendo ser "muito semelhante e uma das melhores pinturas a óleo que já viu". Essa pintura sofreu uma tentativa frustrada de roubo, sendo quase inteiramente cortada da moldura.[carece de fontes?]
Além dessas obras, Campbell também pintou retratos para o Clube Republicano de Helena (Montana), para uma influente personalidade de Chicago e para dois filhos do coronel Frederick Dent Grant, cujos retratos ele levou para a legação em Viena. Também retratou a primeira-dama dos Estados Unidos, Julia Grant, além de Ida Marie Honoré, a filha do general Joseph Lancaster Brent, Cora Urquhart Brown-Potter, Elizabeth Wharton Drexel, Outerbridge Horsey, Joseph William Drexel, uma filha de William Kissam Vanderbilt, um sobrinho de Cornelius Vanderbilt, Fanny Field, Mary Ball e dois filhos de Jacob Perkins, que estão representados tomando o chá das cinco horas no gramado em frente à casa.

### Atribuição
- Este artigo incorpora texto de uma publicação, atualmente no domínio público: Art Interchange Company's The Art Interchange(1894)
- Este artigo incorpora texto de uma publicação, atualmente no domínio público: Dodd, Mead and Company's The Bookman (1904)
- Este artigo incorpora texto de uma publicação, atualmente no domínio público: F. E. Willard & M. A. R. Livermore's American Women: Fifteen Hundred Biographies with Over 1,400 Portraits : a Comprehensive Encyclopedia of the Lives and Achievements of American Women During the Nineteenth Century (1897)